# Komitas Wardapet
Komitas Wardapet, właśc. Soghomon Soghomonian (orm. Սողոմոն Գևորքի Սողոմոնյան, wzgl. Կոմիտաս Վարդապետ; ur. 26 września?/8 października 1869 w Kütahya, Imperium Osmańskie (obecnie Turcja), zm. 22 października 1935 w Paryżu, Francja) – mnich, kompozytor, dyrygent chórów, muzykolog ormiański, etnograf. Uważany jest za twórcę współczesnej muzyki ormiańskiej.

## Życiorys
W wieku 6 miesięcy utracił matkę, w wieku 11 lat ojca. Wychowywał się pod opieką babki. Wcześnie zauważono jego inteligencję i uzdolnienia muzyczne; został wybrany spośród dwudziestu kandydatów i miejscowy duchowny umożliwił mu naukę w Wagharszapacie, stolicy Apostolskiego Kościoła Ormiańskiego.
Po ukończeniu nauki w roku 1893 został zakonnikiem, przyjmując imię Komitasa, słynnego katolikosa z VII wieku. W dwa lata później został wyświęcony na kapłana i otrzymał tytuł Wartabeda, oznaczający uczonego, lecz przysługujący wyłącznie duchownym.
W tym czasie Katolikosem Ormian został Mkrtycz Chrimian, który przyznał młodemu Komitasowi stypendium na studia muzyczne w Tbilisi u Makara Jekmaliana, potem w Berlinie, gdzie oprócz studiów muzycznych w prywatnym konserwatorium Richarda Schmidta Komitas studiował na Uniwersytecie Humboldtów estetykę i teorię muzyki. W roku 1899 zakończył studia doktoratem i powrócił do Eczmiadzynu.
W latach 1906–07 z innymi śpiewakami ormiańskimi występował w Paryżu i w Szwajcarii.
Ze względu na zainteresowanie muzyką świecką Komitas popadł w narastający konflikt z hierarchią. W roku 1910 porzucił Eczmiadzyn i przeniósł się do Konstantynopola. Na początku XX wieku w Konstantynopolu, uważanym za ważny ośrodek kulturalny Bliskiego Wschodu, mieszkało wielu wybitnych uczonych i artystów ormiańskich. W Konstantynopolu stworzył 300-osobowy chór o nazwie „Gusan”.
Już w dniu 24 kwietnia 1915, w pierwszym dniu zorganizowanego przez władze tureckie ludobójstwa Ormian, Komitas został wraz z kilkuset wybitnymi Ormianami uwięziony i przewieziony do Çankırı (na wschód od Ankary), gdzie prawie wszystkich zamordowano. Komitas znalazł się wśród ośmiu ocalonych z rzezi dzięki interwencji ambasadora USA Henry’ego Morgenthaua. Ocalony Komitas stał się świadkiem ludobójstwa, popełnionego na narodzie ormiańskim. Zapadł na pogłębiającą się depresję. W roku 1919 przyjaciele Komitasa umożliwili mu wyjazd na leczenie, najpierw w paryskiej klinice w Ville-Evrard, od roku 1922 w klinice psychiatrycznej w Villejuif, gdzie pozostał aż do śmierci w roku 1935.

## Twórczość
Po powrocie z Berlina do Eczmiadzynu Komitas objął 1899 kierownictwo chóru katedralnego. Wykładał też w miejscowym seminarium duchownym. Zbierał także ormiańskie pieśni ludowe, notując je w tzw. nowoormiańskim systemie zapisu nutowego. Zgromadził w ten sposób około 3000 utworów, z których niewielką część wydał w wersji na głos solowy z towarzyszeniem fortepianu. Stworzył też hymn narodowy Armenii.
Od roku 1892 zaczął tworzyć muzykę liturgiczną, tzw. Patarak (lub: Patarag). Dzieło pozostało nie ukończone. Zajmował się też odczytywaniem dawnych manuskryptów muzycznych. Dzięki pracom Komitasa dawna muzyka ormiańska przetrwała ludobójstwo z lat 1915–1917 roku.